# Ronde van Taiwan
De Ronde van Taiwan is een Taiwanese meerdaagse wielerwedstrijd. De wedstrijd werd voor het eerst georganiseerd in 1978. De Ronde begint en eindigt in de hoofdstad Taipei.
Sinds 2005 maakt de ronde deel uit van de UCI Asia Tour als een categorie 2.2 wedstrijd. Vanaf 2012 is de koers opgewaardeerd naar categorie 2.1.

## Lijst van winnaars

### Overwinningen per land
| Overwinningen | Land                                                                                            |
| ------------- | ----------------------------------------------------------------------------------------------- |
| 6             | Australië                                                                                       |
| 3             | Iran, Verenigde Staten                                                                          |
| 1             | Duitsland, Frankrijk, Ierland, Japan, Nederland, Oostenrijk, Polen, Spanje, Verenigd Koninkrijk |

2003 · 2004 · 2005 · 2006 · 2007 · 2008 · 2009 · 2010 · 2011 · 2012 · 2013 · 2014 · 2015 · 2016 · 2017 · 2018 · 2019 · 2020 · 2021 · 2022 · 2023 · 2024 · 2025
2005 · 
2006 · 
2007 · 
2008 · 
2009 · 
2010 · 
2011 · 
2012 · 
2013 · 
2014 ·
2015 ·
2016 ·
2017 ·
2018 ·
2019 ·
2020 ·
2021 ·
2022 ·
2023 · 
2024 · 
2025
Belangrijkste wedstrijden

Ronde van Hainan · Japan Cup · Ronde van Sharjah · Ronde van het Taihu-meer · Ronde van Fuzhou · Ronde van Dubai · Ronde van Qatar · Ronde van Oman · Ronde van Langkawi · Ronde van Taiwan · Ronde van Iran · Ronde van Japan · Ronde van Korea · Ronde van het Qinghaimeer · Ronde van China I · Ronde van China II · Ronde van Almaty